# Mikoian-Gurevici MiG-15
Mikoian-Gurevici MiG-15 (rusă: Микоян и Гуревич МиГ-15) (NATO: Fagot) a fost un avion de vânătoare cu reacție sovietic proiectat de Artem Mikoian și Mihail Gurevici. Este unul dintre cele mai de succes avioane de luptă din istorie, fiind produs în peste 18.000 de exemplare. A fost în dotarea Forțelor Aeriene Române între anii 1952 și 1992. Aproximativ 514 avioane (de tip MiG-15, MiG-15bis, MiG-15 UTI, S-102 și CS-102) au fost achiziționate din URSS și Cehoslovacia.

## Legături externe
- Noland, David. Fighter Planes: MiG-15. The Air Power of the Evil Empire
- The Mikoyan MiG-15 at Greg Goebel's AIR VECTORS
- Warbird Alley: MiG-15 page- Information about privately owned MiG-15s
- MiG-15 in Korea
- MiG-15 Fagot at Global Security.org
- MiG-15 Fagot at Global Aircraft
- MiG-15 Fagot at FAS
- Cuban MiG-15
- MiG Alley USA, Aviation Classics, Ltd Reno, Nevada